# Warta Śrem

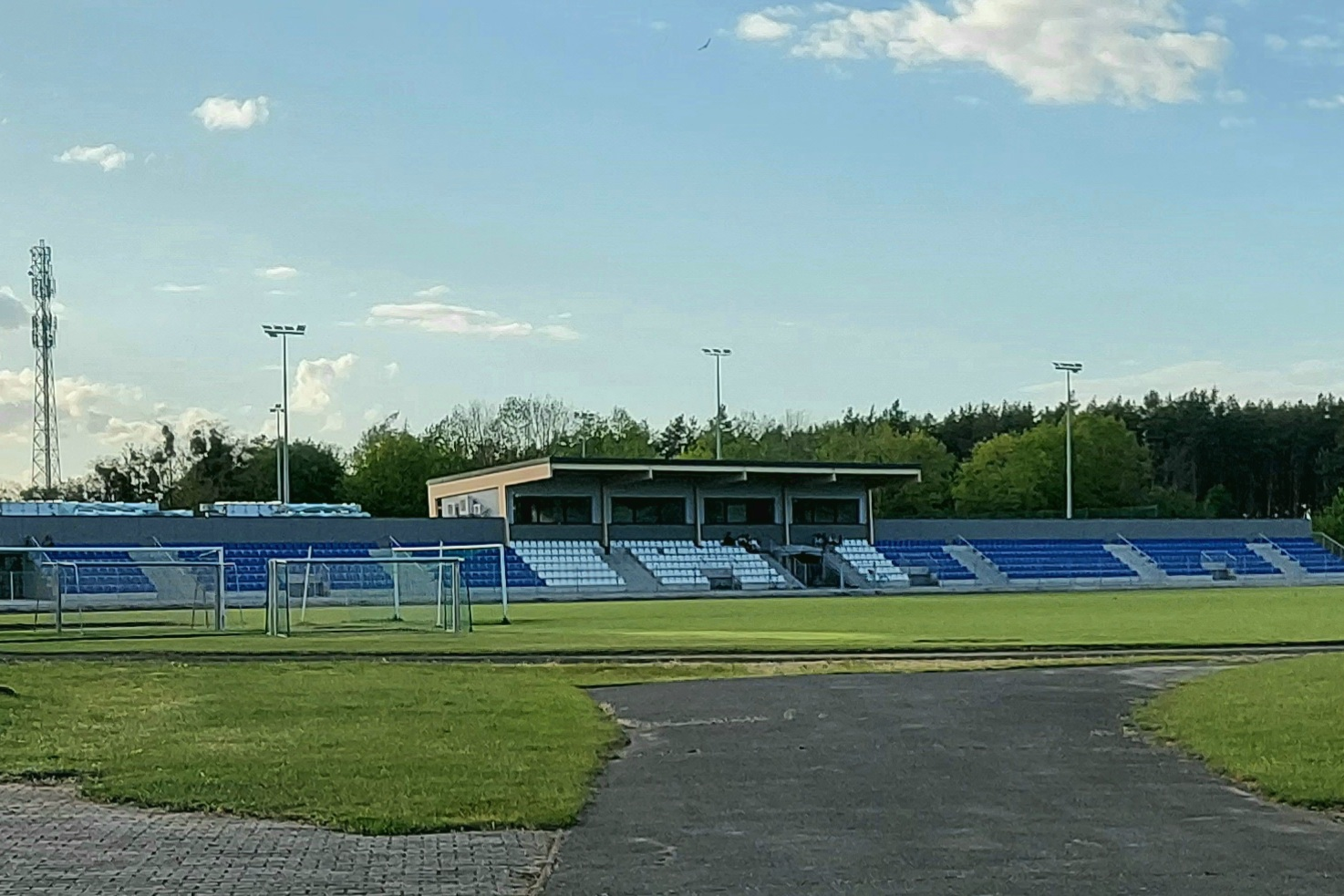
Trybuny Stadionu Miejskiego w barwach biało-niebieskich, maj 2021

Warta Śrem – polski klub piłkarski z siedzibą w Śremie, założony 2 lutego 1921 roku pod nazwą KS Błyskawica. W 1924 klub zmienił nazwę na Śremski Klub Sportowy. W sezonie 2024/2025 będzie występować w IV lidze, gr. wielkopolskiej.

## Historia klubu

### Do 1993 roku
- 2 lutego 1921 r. w lokalu Kazimierza Popiałkiewicza odbyło się zebranie, na którym grupa miłośników gry w piłkę nożną powołała do życia Klub Sportowy „Błyskawica”.
- W 1923 r. klub został przyjęty do PozOZPN i rozpoczął rozgrywki w Kl-C. W tej klasie rozgrywkowej śremska drużyna grała przez 11 sezonów, aż do 1933 r., kiedy to wywalczyła awans do Kl-B.
- W 1924 r. następuje zmiana nazwy na Śremski Klub Sportowy.
- Sezony 1934–1937 Śremski KS rozgrywa w Kl-B, przy czym trzy z nich 1934, 1935,1936 to trzeci wówczas szczebel rozgrywek, a 1937 to już czwarty szczebel, gdyż od sezonu 1936/37 poza klasami A, B i C powołano do życia Ligę Okręgową.
- Sezony 1938 i 1939 to ponowna gra w Kl-C, na ówczesnym 5 szczeblu rozgrywek.

Wybuch wojny przerwał prawie na sześć lat działalność sportową w Śremie
- W 1945 r. Śremski KS bierze udział w eliminacjach kwalifikacyjnych do poszczególnych klas rozgrywkowych i zostaje zakwalifikowany do Kl-C.
- Sezony 1946, 1947, 1948 i 1949 Śremski KS rozgrywa w Kl-C, zdobywając w ostatnim z nich awans do Kl-B. W międzyczasie wskutek powstania zrzeszeń sportowych, następują zmiany w nazwie klubu, ze Śremskiego KS na Gwardia Śrem, a później na Sparta Śrem.
- Sezony 1950, 1951, 1952, 1953, 1954, 1955 i 1956 drużyna rozgrywa swoje mecze w Kl-B. W 1956 r. kończy na 2 miejscu za Lechią Kostrzyn i awansuje do Kl-A. Dzieje się tak dlatego, że w 1956 r. powołano Ligę Okręgową (III stopień rozgrywek) i tym samym do Kl-A dopuszczono większą liczbę awansujących zespołów.
- Sezony 1957, 1958, 1959, 1960, 1960/61, 1961/62, 1962/63 i 1963/64 Śremski KS rozgrywa w Kl-A (jest to wówczas IV szczebel rozgrywek).
- Sezony 1964/65 i 1965/66 zespół znowu rozgrywa na poziomie Kl-B, wywalczając w ostatnim z nich ponowny awans do Kl-A.
- Sezony od 1966/67 do 1975/76 to gra na szczeblu Kl-A. W okresie tym w 1971 r. nastąpiła zmiana nazwy na ŚKS Warta.
- Sezony 1977/78 – 3 miejsce, 1978/79 – 5 miejsce, 1979/80 – 8 miejsce, 1980/81 – 13 miejsce w Kl. Okręgowej (IV szczebel rozgrywek)
- Sezony 1981/82 i 1982/83 Warta rozgrywa mecze w Kl-A.
- Sezon 1983/84 Kl. Okręgowa i degradacja.
- Sezony 1984/85 i 1985/86 Kl-A i spadek.
- Sezon 1985/86 Kl-B i wywalczenie awansu.
- Sezon 1986/87 Kl-A
- Sezony 1987/88 – 8 miejsce, 1988/89 – 13 miejsce w Kl. Okręgowej i spadek.
- Sezon 1989/90 Kl-A i awans
- Sezon 1990/91 Kl. Okręgowa i awans
- Sezon 1991/92 Liga makroregionalna i awans do III ligi.

### Cztery sezony w III lidze
W III lidze (obecnej II lidze) Warta Śrem występowała w latach 1993-1996 i 1998-1999.
| sezon   | liga     | szczebel | pozycja | mecze | punkty | bramki    |
| ------- | -------- | -------- | ------- | ----- | ------ | --------- |
| 1993/94 | III liga | III      | 12/20   | 38    | 38     | 50-45 +5  |
| 1994/95 | III liga | III      | 8/18    | 34    | 36     | 41-33 +9  |
| 1995/96 | III liga | III      | 14/18   | 34    | 41     | 50-42 +8  |
| 1998/99 | III liga | III      | 17/18   | 34    | 29     | 27-48 -21 |

W sezonach 1996/1997 i 1997/1998, które były pomiędzy epizodami Warty w III lidze, zespół grał w IV lidze makroregionalnej.

### Po 1999 roku
- Sezony 1999/2000 i 2000/01 ŚKS Warta rozgrywała na poziomie IV szczebla, przy czym sezon 1999/2000 w lidze makroregionalnej (międzyokręgowej), a sezon 2000/01 w oficjalnej IV lidze, gdzie po sezonie spadła z ligi.
- Sezon 2001/02 Warta toczyła rozgrywki w Kl. Okręgowej i wywalczyła awans do IV ligi.
- Sezony 2002/03 – 4. miejsce, 2003/04 – 6. miejsce, 2004/05 – 9. miejsce, 2005/06 – 14. miejsce to gra na szczeblu IV ligi (jest to jeszcze również IV stopień rozgrywek).
- Sezony 2006/07 – 8. miejsce, 2007/08 – 6. miejsce, 2008/09 – 8. miejsce, 2009/10 – 4. miejsce, 2010/11 – 10. miejsce, 2011/12 – 9. miejsce, 2012/13 – 4. miejsce to rozgrywki na poziomie Kl. Okręgowej Poznań-wsch. Sezony 2006/07 i 2007/08 były jeszcze V poziomem rozgrywkowym, a pozostałe to już VI poziom rozgrywek.

## Sekcje posiadane w historii klubu
- Piłka Nożna
- Lekkoatletyka (zał. w 1924 r.)
- Tenis (zał. w 1925 r.)
- Ping-pong (tenis stołowy)
- Boks (zał. w 1929 r.)
- Pływanie
- Hokej
- Kolarstwo
- Szachy
- Szermierka
- Żużel (zał. w 1946 r.)
- piłka koszykowa

## Przedwojenni prezesi klubu
- 1921-1922 – Józef Popiałkiewicz
- 1922-1924 – Edward Worszynowicz
- 1924-1925 – Ludwik Różankowski
- 1925-1927 – Ludwik Kuśnierkiewicz
- 1927-1930 – Marian Kujawski
- 1931-1932 – Franciszek Heigelmann
- 1932-1934 – Nikodem Popiałkiewicz
- 1934-1935 – Eryk Średzki
- 1936-1939 – Stefan Fryder

### Stadion
Warta rozgrywa swoje mecze na Stadionie Miejskim w Śremie. Stadion posiada następujące parametry:
pojemność – 3.000 miejsc (1.000 siedzących)
oświetlenie – brak
boisko – 94 × 60 m